# Contributions to the Botany of India
Contributions to the Botany of India (abreviado Contr. Bot. India) es un libro con descripciones botánicas que fue escrito por el cirujano y botánico escocés Robert Wight, que permaneció 30 años en la India. Fue publicado en el año 1834.